# William F. Griffin
William F. Griffin (geb. vor 1856; gest. nach 1860) war ein US-amerikanischer Politiker. In den Jahren 1859 und 1860 war er Vizegouverneur des Bundesstaates Louisiana.

## Leben
Über William Griffin gibt es so gut wie keine Quellen. Er war Mitglied der Demokratischen Partei und von 1856 bis 1860 President Pro Tempore des Senats von Louisiana. Nach dem Rücktritt von Vizegouverneur Charles Homer Mouton rückte er entsprechend der Staatsverfassung in dieses Amt auf, das er in den Jahren 1859 und 1860 bekleidete. Dabei war er Stellvertreter von Gouverneurs Robert C. Wickliffe und Vorsitzender des Staatssenats. Danach verliert sich seine Spur wieder.
| Personendaten    | Personendaten               |
| ---------------- | --------------------------- |
| NAME             | Griffin, William F.         |
| KURZBESCHREIBUNG | US-amerikanischer Politiker |
| GEBURTSDATUM     | vor 1856                    |
| STERBEDATUM      | nach 1860                   |